# Rüti bei Büren
Pour les articles homonymes, voir Rüti.
Rüti bei Büren est une commune suisse du canton de Berne, située dans l'arrondissement administratif du Seeland.

Photo aérienne (1958)

## Histoire
Rüti bei Büren fait partie du bailliage de Büren de 1393 à 1798.